# Tuncer Bakırhan
Tuncer Bakirhan (Susuz, Kars, 1970) es un político turco, presidente del Partido de la Izquierda Verde y exalcalde de Siirt. Fue destituido de sus funciones como alcalde por el Ministerio del Interior turco, arrestado y condenado a 10 años de prisión.

## Biografía

### Infancia y estudios
Tuncer Bakirhan creció en Susuz, cursó su educación primaria y secundaria en Kars y estudió en la Universidad de Uludağ en Bursa. Mientras estudiaba fue detenido y acusado de apoyar al Partido de los Trabajadores del Kurdistán (PKK), pero fue liberado poco después.

### Carrera política
Comenzó a participar en el ala juvenil del Partido Laborista Popular (HEP) en 1989 y fue candidato por Kars en las elecciones municipales de 1999, pero no fue elegido.Posteriormente fue elegido presidente del Partido de la Democracia Popular (HADEP) en la provincia de Kars. Después del cierre del HADEP en 2003, se unió al DEHAP.
Fue elegido presidente del DEHAP en el segundo congreso extraordinario del partido en junio de 2003. En las elecciones parlamentarias de 2002, su partido obtuvo la mayor cantidad de votos en su distrito electoral, pero no pudo asumir el cargo porque el partido no superó la barrera electoral.Bajo su liderazgo, el partido inició una campaña de paz para el conflicto entre el PKK y el gobierno turco. Bakirhan pidió una amnistía general para los miembros del PKK con el fin de facilitar la participación de los rebeldes en el proceso político.El DEHAP se disolvió en noviembre de 2005 y posteriormente se unió al Partido de la Sociedad Democrática (DTP) y se convirtió en vicepresidente del partido.
Fue candidato del DTP por Esenyurt en las elecciones locales de 2009, pero no fue elegido. En las elecciones locales de 2014 fue elegido alcalde de Siirt por el Partido Paz y Democracia (BDP).Fue destituido por el Ministerio del Interior en noviembre de 2016 y detenido el mismo día. Fue arrestado formalmente el 16 de diciembre de 2016 y en julio de 2018 fue sentenciado a 10 años de prisión por ser miembro de una organización terrorista y hacer propaganda para una organización terrorista.  Estuvo arrestado durante 2 años y 11 meses antes de su liberación. 
El Tribunal Europeo de Derechos Humanos (TEDH) falló contra Turquía por su arresto en septiembre de 2021 y ordenó pagar a Bakirhan la suma de 10.000 euros.
En las elecciones parlamentarias de mayo de 2023, fue elegido miembro de la Gran Asamblea Nacional de Turquía en representación del Partido de Izquierda Verde (YSP) de Siirt.En octubre de 2023 el Partido de la Izquierda Verde (YSP) paso a llamarse Partido por la Igualdad y la Democracia de los Pueblos (HEDEP) y Bakirhan fue electo su Copresidente junto a Tulay Hatımogulları Oruç.

### Otros procesos legales
Durante su carrera política fue procesado muchas veces también en relación con la «libertad de expresión». En 2004 fue procesado por saludar y despedirse en kurdo durante un mitin electoral.  Fue arrestado el 17 de enero de 2012 debido a una investigación en la Unión de Comunidades del Kurdistán (KCK)  y puesto en libertad el 30 de abril de 2013.